# Chi ama torna sempre indietro
Chi ama torna sempre indietro (titolo originale: Seras-tu là?) è un romanzo dello scrittore francese Guillaume Musso del 2006.

## Trama
Elliott, un chirurgo sessantenne di successo  che vive in California e lavora per una ONG Internazionale, si trova in Cambogia per un intervento umanitario. Decide di rimandare il rientro negli Stati Uniti, a discapito della propria sicurezza personale, per curare il labbro leporino di un bambino cambogiano. Commosso da tanta premura, il capo del villaggio cambogiano chiede al medico quale sia il suo più grande desiderio; Elliott risponde che, prima di morire (è infatti malato di cancro ai polmoni e gli restano pochi mesi di vita), vorrebbe rivedere l'unica donna che abbia mai amato veramente. Si tratta di Ilena, una veterinaria brasiliana con la quale aveva vissuto una storia di dieci anni e che ha perso la vita tempo addietro.
Lo stregone cambogiano dona a Elliott dieci pillole magiche che gli permetteranno di tornare indietro di trent'anni e di incontrare il proprio doppio, più giovane.
Il libro narra la serie di incontri tra Elliott sessantenne ed Elliott trentenne e di come loro cerchino di proteggere le persone che amano e nello stesso tempo di salvare la vita a Ilena senza che questo abbia conseguenze nel futuro.
Ilena infatti deve morire, ma Elliott trentenne non vuole che questo accada ed Elliot sessantenne sa che se Ilena vivrà, la figlia Angie che lui ha avuto da un'altra donna dopo che Ilena era morta, non vedrà la luce.

## Edizioni
- Guillaume Musso, Chi ama torna sempre indietro, traduzione di Laura Serra, Sonzogno, 2007,  p. 319, ISBN 978-88-454-1373-5.